# Survivor 45
Survivor 45 (v anglickém originále Survivor 45) je čtyřicátá pátá řada americké reality show Survivor. Natáčela se na přelomu dubna a května roku 2023 a premiérově byla vysílána na CBS od 27. září do 20. prosince 2023.

## Poloha a doba natáčení
Série se odehrávala na Fidži, konkrétně na souostroví Mamanuca. Natáčela se od 17. dubna do 12. května 2022.